# 波爾沃拉區
7°54′27″S 76°40′13″W / 7.9074°S 76.6703°W
波爾沃拉區（西班牙語：Distrito de Pólvora），是秘魯的一個區，位於該國中北部聖馬丁大區的托卡切省，始建於1984年12月6日，面積2,174.5平方公里，海拔高度540米，2005年人口9,017，人口密度每平方公里4.1人。